# Robert Willemse
Robert Willemse (Heythuysen, 10 januari 1989) is een voormalig Nederlands profvoetballer die uitkwam voor VVV-Venlo.

## Loopbaan
Willemse volgde de complete jeugdopleiding bij VVV-Venlo. Op 12 mei 2007 maakte hij tijdens de playoffs zijn debuut in de hoofdmacht in een met 0-1 verloren thuiswedstrijd tegen FC Den Bosch, als invaller voor Rachid Ofrany. Het duurde anderhalf jaar voordat de verdediger ook zijn competitiedebuut maakte namens VVV: op 28 november 2008 viel hij tijdens een met 2-0 gewonnen thuiswedstrijd tegen Fortuna Sittard kort voor tijd in voor Sandro Calabro. In januari 2009 was hij even op proef bij het tweede elftal van Hertha BSC, maar het kwam niet tot een contract. Na zijn profloopbaan vertrok hij in 2009 naar de amateurs van SV Venray. In 2013 ging de verdediger naar SV Blerick om vervolgens vier jaar later weer bij SV Venray terug te keren.

## Clubstatistieken
| Seizoen        | Club           | Competitie     | Competitie | Competitie | Beker | Beker | Playoffs | Playoffs | Totaal | Totaal |
| Seizoen        | Club           | Competitie     | Wed.       | Dlp.       | Wed.  | Dlp.  | Wed.     | Dlp.     | Wed.   | Dlp.   |
| -------------- | -------------- | -------------- | ---------- | ---------- | ----- | ----- | -------- | -------- | ------ | ------ |
| 2006/07        | VVV-Venlo      | Eerste divisie | 0          | 0          | 0     | 0     | 1        | 0        | 1      | 0      |
| 2007/08        | VVV-Venlo      | Eredivisie     | 0          | 0          | 0     | 0     | 0        | 0        | 0      | 0      |
| 2008/09        | VVV-Venlo      | Eerste divisie | 2          | 0          | 0     | 0     | –        | –        | 2      | 0      |
| Carrièretotaal | Carrièretotaal | Carrièretotaal | 2          | 0          | 0     | 0     | 1        | 0        | 3      | 0      |